# Serie B 2014-2015 (hockey su pista)
La Serie B 2014-2015 è stato il torneo di terzo livello del campionato italiano di hockey su pista per la stagione 2014-2015.
Al termine del campionato sono stati promossi in Serie A2 il CGC Viareggio (B) e il Valdagno (B).

## Prima fase

### Girone A

#### Squadre partecipanti
| Club             | Città                  | Impianto                                 | Stagione precedente    |
| ---------------- | ---------------------- | ---------------------------------------- | ---------------------- |
| Agrate Brianza   | Agrate Brianza (MB)    | Centro Sportivo Santa Caterina           | 8º in Serie B girone B |
| Amatori Lodi (B) | Lodi                   | PalaCastellotti                          | 6º in Serie B girone B |
| Azzurra Novara   | Novara                 | Palasport Dal Lago                       | n.d.                   |
| HRC Monza (B)    | Monza                  | PalaRovagnati di Biassono (MB)           | n.d.                   |
| Pieve 010 (B)    | Pieve San Giacomo (CR) | Palestra comunale di San Daniele Po (CR) | n.d.                   |
| Roller Lodi      | Lodi                   | PalaCastellotti                          | 3º in Serie B girone B |
| Seregno 2012     | Seregno (MB)           | PalaSomaschini                           | 5º in Serie B girone B |

#### Classifica finale
|  | Pos. | Squadra          | Pt | G  | V  | N | P  | GF  | GS  | DR  |
|  | ---- | ---------------- | -- | -- | -- | - | -- | --- | --- | --- |
|  | 1.   | Roller Lodi      | 49 | 18 | 16 | 1 | 1  | 129 | 48  | +81 |
|  | 2.   | Azzurra Novara   | 48 | 18 | 16 | 0 | 2  | 137 | 54  | +83 |
|  | 3.   | Amatori Lodi (B) | 26 | 18 | 8  | 2 | 8  | 74  | 80  | -6  |
|  | 4.   | Seregno 2012     | 22 | 18 | 7  | 1 | 10 | 66  | 82  | -16 |
|  | 5.   | Pieve 010 (B)    | 21 | 18 | 6  | 3 | 9  | 89  | 119 | -30 |
|  | 6.   | Agrate Brianza   | 12 | 18 | 4  | 0 | 14 | 69  | 114 | -45 |
|  | 7.   | HRC Monza (B)    | 12 | 18 | 2  | 1 | 15 | 65  | 139 | -74 |

Legenda:
  Qualificato alle final eight.
  Qualificato agli spareggi nazionali.
Note:
Tre punti a vittoria, uno per il pareggio, zero a sconfitta.

### Girone B

#### Squadre partecipanti
| Club           | Città                    | Impianto                 | Stagione precedente     |
| -------------- | ------------------------ | ------------------------ | ----------------------- |
| Correggio (B)  | Correggio (RE)           | Palasport Dorando Pietri | 7º in Serie B girone B  |
| La Mela        | Castelnuovo Rangone (MO) | Palaroller               | 4º in Serie B girone B  |
| Pesaro         | Pesaro                   | PalaCampanara            | 10º in Serie B girone B |
| Pico Mirandola | Mirandola (MO)           | Palazzetto dello sport   | n.d.                    |
| Roller Modena  | Modena                   | PalaMolza                | n.d.                    |
| Roller Suzzara | Suzzara (MN)             |                          | n.d.                    |
| UVP Modena (B) | Modena                   | PalaMolza                | n.d.                    |

#### Classifica finale
|  | Pos. | Squadra        | Pt | G  | V  | N | P  | GF  | GS  | DR   |
|  | ---- | -------------- | -- | -- | -- | - | -- | --- | --- | ---- |
|  | 1.   | UVP Modena (B) | 48 | 18 | 15 | 3 | 0  | 165 | 53  | +112 |
|  | 2.   | La Mela        | 44 | 18 | 14 | 2 | 2  | 179 | 81  | +97  |
|  | 3.   | Pico Mirandola | 34 | 18 | 11 | 1 | 6  | 136 | 69  | +67  |
|  | 4.   | Correggio (B)  | 32 | 18 | 10 | 2 | 6  | 127 | 66  | +61  |
|  | 5.   | Roller Modena  | 13 | 18 | 4  | 1 | 13 | 60  | 131 | -71  |
|  | 6.   | Roller Suzzara | 9  | 18 | 3  | 0 | 15 | 62  | 174 | -112 |
|  | 7.   | Pesaro         | 4  | 18 | 1  | 1 | 16 | 59  | 214 | -155 |

Legenda:
  Qualificato alle final eight.
  Qualificato agli spareggi nazionali.
Note:
Tre punti a vittoria, uno per il pareggio, zero a sconfitta.

### Girone C

#### Squadre partecipanti
| Club                    | Città                     | Impianto                | Stagione precedente                         |
| ----------------------- | ------------------------- | ----------------------- | ------------------------------------------- |
| Bassano (B1)            | Bassano del Grappa (VI)   | PalaSind                | 5º in Serie B girone A, 4º alle final eight |
| Bassano (B2)            | Bassano del Grappa (VI)   | PalaSind                | 10º in Serie B girone A                     |
| Breganze (B)            | Breganze (VI)             | PalaFerrarin            | 11º in Serie B girone A                     |
| Fortitudo 2012 Trissino | Trissino (VI)             | Palasport di Trissino   | 8º in Serie B girone A                      |
| Montebello              | Montebello Vicentino (VI) | Palasport di Montebello | 13º in Serie B girone A                     |
| Pordenone               | Pordenone                 | PalaMarrone             | 3º in Serie B girone A, 2º alle final eight |
| Real Breganze           | Breganze (VI)             | PalaFerrarin            | 1º in Serie B girone A, 6º alle final eight |
| Roller Bassano (B)      | Bassano del Grappa (VI)   | PalaSind                | 7º in Serie B girone A                      |
| Sandrigo (B)            | Sandrigo (VI)             | Palasport di Sandrigo   | 6º in Serie B girone A                      |
| Thiene (B)              | Thiene (VI)               | PalaCeccato             | 14º in Serie B girone A                     |
| Trissino (B)            | Trissino (VI)             | PalaSinico              | 2º in Serie B girone A                      |
| Trissino 05             | Trissino (VI)             | PalaSinico              | n.d.                                        |
| Valdagno (B)            | Valdagno (VI)             | PalaLido                | 4º in Serie B girone A                      |
| Villach                 | Villaco (Austria)         | Ballspielhalle Lind     | 9º in Serie B girone A                      |

#### Classifica finale
|  | Pos. | Squadra                 | Pt | G  | V  | N | P  | GF  | GS  | DR  |
|  | ---- | ----------------------- | -- | -- | -- | - | -- | --- | --- | --- |
|  | 1.   | Pordenone               | 64 | 26 | 21 | 1 | 4  | 143 | 68  | +75 |
|  | 2.   | Valdagno (B)            | 60 | 26 | 19 | 3 | 4  | 149 | 103 | +46 |
|  | 3.   | Bassano (B1)            | 56 | 26 | 17 | 5 | 4  | 113 | 70  | +43 |
|  | 4.   | Sandrigo (B)            | 50 | 26 | 16 | 2 | 8  | 160 | 125 | +35 |
|  | 5.   | Trissino 05             | 45 | 26 | 14 | 3 | 9  | 151 | 120 | +31 |
|  | 6.   | Trissino (B)            | 40 | 26 | 13 | 1 | 12 | 144 | 145 | -1  |
|  | 7.   | Real Breganze           | 36 | 26 | 10 | 6 | 10 | 146 | 126 | +20 |
|  | 8.   | Breganze (B)            | 36 | 25 | 11 | 3 | 11 | 92  | 100 | -8  |
|  | 9.   | Fortitudo 2012 Trissino | 35 | 26 | 11 | 2 | 13 | 138 | 145 | -7  |
|  | 10.  | Bassano (B2)            | 26 | 26 | 7  | 5 | 14 | 119 | 154 | -35 |
|  | 11.  | Villach                 | 21 | 26 | 6  | 3 | 17 | 135 | 211 | -76 |
|  | 12.  | Thiene (B)              | 20 | 26 | 6  | 2 | 18 | 89  | 134 | -45 |
|  | 13.  | Montebello              | 19 | 26 | 5  | 4 | 16 | 144 | 165 | -21 |
|  | 14.  | Roller Bassano (B)      | 15 | 26 | 5  | 0 | 21 | 104 | 161 | -57 |

Legenda:
  Qualificato alle final eight.
  Qualificato agli spareggi nazionali.
Note:
Tre punti a vittoria, uno per il pareggio, zero a sconfitta.

### Girone D

#### Squadre partecipanti
| Club                | Città                | Impianto              | Stagione precedente                         |
| ------------------- | -------------------- | --------------------- | ------------------------------------------- |
| ASH Viareggio (B)   | Viareggio (LU)       | PalaBarsacchi         | 5º in Serie B girone C                      |
| CGC Viareggio (B)   | Viareggio (LU)       | PalaBarsacchi         | 3º in Serie B girone C                      |
| Follonica (B)       | Follonica (GR)       | Pista Armeni          | 1º in Serie B girone C                      |
| Forte dei Marmi (B) | Forte dei Marmi (LU) | PalaForte             | 2º in Serie B girone C, 7º alle final eight |
| Prato 1954 (B)      | Prato                | PalaRogai             | 6º in Serie B girone C                      |
| Sarzana (B)         | Sarzana (SP)         | Pista Vecchio Mercato | 4º in Serie B girone C                      |
| SCS 84 Follonica    | Follonica (GR)       | Pista Armeni          | n.d.                                        |
| Siena               | Siena                | Palasport Costone     | 7º in Serie B girone C, 8º alle final eight |
| SPV Viareggio       | Viareggio (LU)       | PalaBarsacchi         | 8º in Serie B girone C                      |

#### Classifica finale
|  | Pos. | Squadra             | Pt   | G  | V  | N | P  | GF  | GS | DR  |
|  | ---- | ------------------- | ---- | -- | -- | - | -- | --- | -- | --- |
|  | 1.   | Forte dei Marmi (B) | 34   | 14 | 11 | 1 | 2  | 112 | 61 | +51 |
|  | 2.   | SCS 84 Follonica    | 28   | 14 | 9  | 1 | 4  | 87  | 68 | +19 |
|  | 3.   | CGC Viareggio (B)   | 28   | 14 | 8  | 4 | 2  | 86  | 58 | +28 |
|  | 4.   | Follonica (B)       | 24   | 14 | 7  | 3 | 4  | 114 | 86 | +28 |
|  | 5.   | Prato 1954 (B)      | 21   | 14 | 6  | 3 | 5  | 53  | 73 | -20 |
|  | 6.   | SPV Viareggio       | 12   | 14 | 3  | 3 | 8  | 61  | 84 | -23 |
|  | 7.   | Sarzana (B)         | 10   | 14 | 3  | 1 | 10 | 47  | 84 | -37 |
|  | 8.   | Siena               | 3    | 14 | 1  | 0 | 13 | 53  | 99 | -46 |
|  | -.   | ASH Viareggio (B)   | Rit. | -  | -  | - | -  | -   | -  | -   |

Legenda:
  Qualificato alle final eight.
  Qualificato agli spareggi nazionali.
  Qualificato ai play-off girone D.
Note:
Tre punti a vittoria, uno per il pareggio, zero a sconfitta.
Il SCS 84 Follonica fu secondo in virtù della miglior differenza reti nello scontro diretto.

#### Play-off girone D
|  | Quarti di finale      | Quarti di finale      | Quarti di finale      |                       |                       | Semifinali            | Semifinali | Semifinali |  |  | Finale | Finale | Finale |  |
|  |                       |                       |                       |                       |                       |                       |            |            |  |  |        |        |        |  |
|  | (2) SCS 84 Follonica  |                       |                       |                       |                       |                       |            |            |  |  |        |        |        |  |
|  |                       |                       |                       |                       |                       |                       |            |            |  |  |        |        |        |  |
|  |                       |                       |                       |                       |                       |                       |            |            |  |  |        |        |        |  |
|  |                       | (2) SCS 84 Follonica  | (2) SCS 84 Follonica  | 11                    |                       |                       |            |            |  |  |        |        |        |  |
|  |                       |                       |                       | 11                    |                       |                       |            |            |  |  |        |        |        |  |
|  |                       |                       | (6) SPV Viareggio     | (6) SPV Viareggio     | 4                     |                       |            |            |  |  |        |        |        |  |
|  | (5) Prato 1954 (B)    | (5) Prato 1954 (B)    | (6) SPV Viareggio     | (6) SPV Viareggio     | 4                     | 0                     |            |            |  |  |        |        |        |  |
|  | (5) Prato 1954 (B)    | (5) Prato 1954 (B)    |                       |                       |                       |                       |            |            |  |  |        |        |        |  |
|  | (6) SPV Viareggio     | (6) SPV Viareggio     | 4                     |                       |                       |                       |            |            |  |  |        |        |        |  |
|  | (6) SPV Viareggio     | (6) SPV Viareggio     | 4                     |                       | (2) SCS 84 Follonica  | (2) SCS 84 Follonica  | 0          |            |  |  |        |        |        |  |
|  |                       |                       |                       |                       |                       |                       |            |            |  |  |        |        |        |  |
|  |                       |                       | (3) CGC Viareggio (B) | (3) CGC Viareggio (B) | 3                     |                       |            |            |  |  |        |        |        |  |
|  | (3) CGC Viareggio (B) | (3) CGC Viareggio (B) | (3) CGC Viareggio (B) | (3) CGC Viareggio (B) | 3                     | 8                     |            |            |  |  |        |        |        |  |
|  | (3) CGC Viareggio (B) | (3) CGC Viareggio (B) |                       |                       |                       |                       |            |            |  |  |        |        |        |  |
|  | (8) Siena             | (8) Siena             | 2                     |                       |                       |                       |            |            |  |  |        |        |        |  |
|  | (8) Siena             | (8) Siena             | 2                     |                       | (3) CGC Viareggio (B) | (3) CGC Viareggio (B) | 9          |            |  |  |        |        |        |  |
|  |                       |                       |                       |                       | (3) CGC Viareggio (B) | (3) CGC Viareggio (B) | 9          |            |  |  |        |        |        |  |
|  |                       |                       | (4) Follonica (B)     | (4) Follonica (B)     | 6                     |                       |            |            |  |  |        |        |        |  |
|  | (4) Follonica (B)     | (4) Follonica (B)     | (4) Follonica (B)     | (4) Follonica (B)     | 6                     | 14                    |            |            |  |  |        |        |        |  |
|  | (4) Follonica (B)     | (4) Follonica (B)     |                       |                       |                       |                       |            |            |  |  |        |        |        |  |
|  | (7) Sarzana (B)       | (7) Sarzana (B)       | 3                     |                       |                       |                       |            |            |  |  |        |        |        |  |

### Girone E

#### Squadre partecipanti
| Club               | Città           | Impianto       | Stagione precedente                         |
| ------------------ | --------------- | -------------- | ------------------------------------------- |
| AFP Giovinazzo (B) | Giovinazzo (BA) | PalaPansini    | 4º in Serie B girone D                      |
| Matera (B)         | Matera          | PalaSassi      | 3º in Serie B girone D                      |
| Molfetta 2012      | Molfetta (BA)   | PalaFiorentini | 1º in Serie B girone D, 3º alle final eight |
| Roller Salerno     | Salerno         | PalaTulimieri  | 2º in Serie B girone D                      |

#### Classifica finale
|  | Pos. | Squadra            | Pt | G  | V | N | P  | GF | GS | DR  |
|  | ---- | ------------------ | -- | -- | - | - | -- | -- | -- | --- |
|  | 1.   | Molfetta 2012      | 28 | 12 | 9 | 1 | 2  | 80 | 53 | +27 |
|  | 2.   | Roller Salerno     | 26 | 12 | 8 | 2 | 2  | 53 | 40 | +13 |
|  | 3.   | Matera (B)         | 13 | 12 | 4 | 1 | 7  | 61 | 60 | +1  |
|  | 4.   | AFP Giovinazzo (B) | 3  | 12 | 1 | 0 | 11 | 51 | 92 | -41 |

Legenda:
  Qualificato alle final eight.
Note:
Tre punti a vittoria, uno per il pareggio, zero a sconfitta.

## Spareggi nazionali
La Mela vs CGC Viareggio
| Castelnuovo Rangone 2 maggio 2015 Gara di andata | La Mela | 5 – 7 | CGC Viareggio (B) | Palaroller |

| Viareggio 9 maggio 2015 Gara di ritorno | CGC Viareggio (B) | 4 – 3 | La Mela | PalaBarsacchi |

- CGC Viareggio (B): qualificato alle final eight.

Azzurra Novara vs Bassano (B1)
| Novara 2 maggio 2015 Gara di andata | Azzurra Novara | 1 – 6 | Bassano (B1) | Palasport Dal Lago |

| Bassano del Grappa 9 maggio 2015 Gara di ritorno | Bassano (B1) | 3 – 2 | Azzurra Novara | PalaSind |

- Bassano (B1): qualificato alle final eight.

## Final Eight
Le Final Eight della serie B 2014-2015 si sono disputate presso il PalaForte a Forte dei Marmi dal 15 al 17 maggio 2015.

### Girone A
|           | Incontri                   |       |
| --------- | -------------------------- | ----- |
| 15-5-2015 | CGC Viareggio - UVP Modena | 6 - 3 |
| 15-5-2015 | Pordenone - Molfetta       | 2 - 4 |
| 16-5-2015 | CGC Viareggio - Pordenone  | 2 - 3 |

|           | Incontri                 |       |
| --------- | ------------------------ | ----- |
| 16-5-2015 | UVP Modena - Molfetta    | 4 - 5 |
| 16-5-2015 | Pordenone - UVP Modena   | 4 - 2 |
| 16-5-2015 | Molfetta - CGC Viareggio | 2 - 7 |

|  | Pos. | Squadra           | Pt | G | V | N | P | GF | GS | DR |
|  | ---- | ----------------- | -- | - | - | - | - | -- | -- | -- |
|  | 1.   | CGC Viareggio (B) | 6  | 3 | 2 | 0 | 1 | 15 | 8  | +7 |
|  | 2.   | Molfetta 2012     | 6  | 3 | 2 | 0 | 1 | 11 | 13 | -2 |
|  | 3.   | Pordenone         | 6  | 3 | 2 | 0 | 1 | 9  | 8  | +1 |
|  | 4.   | UVP Modena (B)    | 0  | 3 | 0 | 0 | 3 | 9  | 15 | -6 |

Legenda:
      Promosso in Serie A2 2017-2018.
Note:
Tre punti a vittoria, uno per il pareggio, zero a sconfitta.

### Girone B
|           | Incontri                        |       |
| --------- | ------------------------------- | ----- |
| 15-5-2015 | Forte dei Marmi - Roller Lodi   | 6 - 5 |
| 15-5-2015 | Valdagno 1938 - Bassano         | 6 - 5 |
| 15-5-2015 | Forte dei Marmi - Valdagno 1938 | 5 - 7 |

|           | Incontri                    |       |
| --------- | --------------------------- | ----- |
| 15-5-2015 | Bassano - Roller Lodi       | 5 - 4 |
| 16-5-2015 | Roller Lodi - Valdagno 1938 | 2 - 5 |
| 16-5-2015 | Bassano - Forte dei Marmi   | 6 - 5 |

|  | Pos. | Squadra             | Pt | G | V | N | P | GF | GS | DR |
|  | ---- | ------------------- | -- | - | - | - | - | -- | -- | -- |
|  | 1.   | Valdagno (B)        | 9  | 3 | 3 | 0 | 0 | 18 | 12 | +6 |
|  | 2.   | Bassano (B1)        | 6  | 3 | 2 | 0 | 1 | 16 | 15 | +1 |
|  | 3.   | Forte dei Marmi (B) | 3  | 3 | 1 | 0 | 2 | 16 | 18 | -2 |
|  | 4.   | Roller Lodi         | 0  | 3 | 0 | 0 | 3 | 11 | 16 | -5 |

Legenda:
      Promosso in Serie A2 2017-2018.
Note:
Tre punti a vittoria, uno per il pareggio, zero a sconfitta.

### Finale 7º - 8º posto
| Forte dei Marmi 17 maggio 2015 | UVP Modena | 2 – 3 | Roller Lodi | PalaForte |

### Finale 5º - 6º posto
| Forte dei Marmi 17 maggio 2015 | Pordenone | 4 – 3 | Forte dei Marmi | PalaForte |

### Finale 3º - 4º posto
| Forte dei Marmi 17 maggio 2015 | Molfetta 2012 | 3 – 4 | Bassano | PalaForte |

### Finale 1º - 2º posto
| Forte dei Marmi 17 maggio 2015 | CGC Viareggio | 3 – 2 | Valdagno | PalaForte |

### Classifica finale
| Pos | Squadra             |
| --- | ------------------- |
| 1ª  | CGC Viareggio (B)   |
| 2ª  | Valdagno (B)        |
| 3ª  | Bassano (B1)        |
| 4ª  | Molfetta 2012       |
| 5ª  | Pordenone           |
| 6ª  | Forte dei Marmi (B) |
| 7ª  | Roller Lodi         |
| 8ª  | UVP Modena (B)      |

## Verdetti
| Verdetto             | Club                           |
| -------------------- | ------------------------------ |
| Promosse in Serie A2 | CGC Viareggio (B) Valdagno (B) |